# クレメナーガ
クレメナーガ（伊: Cremenaga）は、イタリア共和国ロンバルディア州ヴァレーゼ県にある、人口約800人の基礎自治体（コムーネ）。

## 地理

### 位置・広がり

#### 隣接コムーネ
隣接するコムーネは以下の通り。括弧内のCH-TIはスイスティチーノ州所属を示す。
- カデリアーノ＝ヴィコナーゴ
- クリアーテ＝ファビアスコ
- ルイーノ
- Monteggio (CH-TI)
- モンテグリーノ・ヴァルトラヴァーリア

### 地震分類
イタリアの地震リスク階級 (it) では、4 に分類される
。

## 行政

### 分離集落
クレメナーガには、以下の分離集落（フラツィオーネ）がある。
- Campagna, Cascina Porsù, Mirabello, Monte Sette Termini (i Bedeloni), Sasso del Castello